# Edinburgh
För andra betydelser, se Edinburgh (olika betydelser).

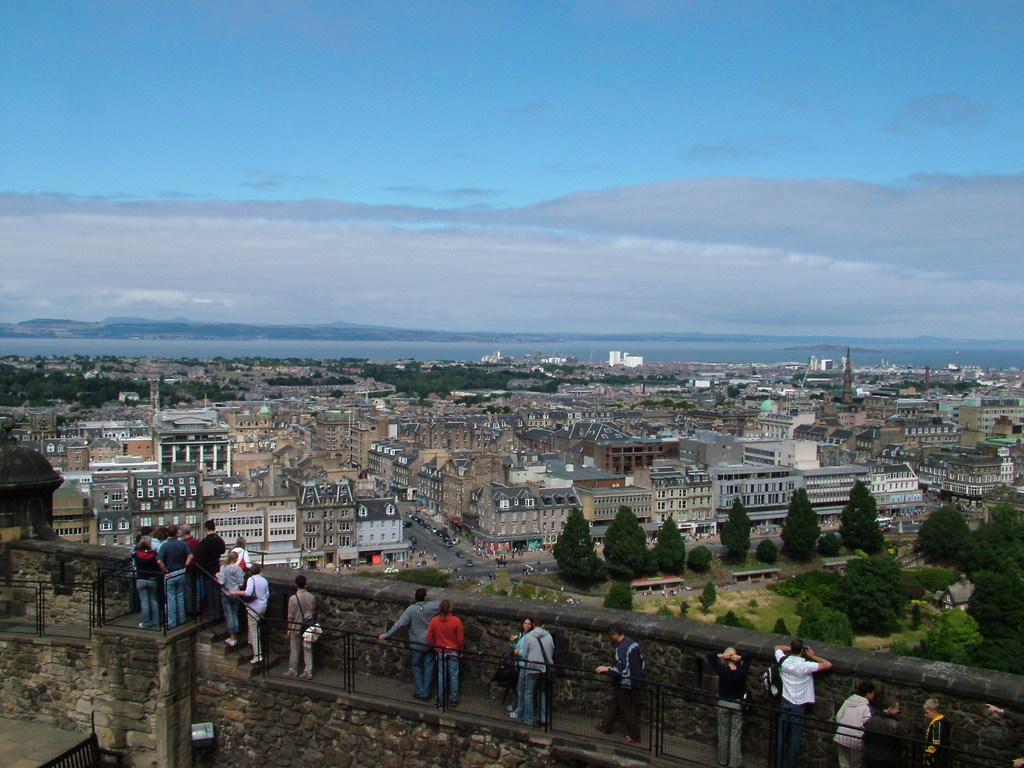
Vy över New Town och Firth of Forth sett från Edinburgh Castle.

Edinburgh (ˈɛdɪnb(ə)rə, skotsk gaeliska: Dùn Èideann) är huvudstad i Skottland och är den näst största staden, efter Glasgow. Edinburgh ligger 72 kilometer från Glasgow, 24 från Livingston och 160 kilometer från Carlisle och Aberdeen. Folkmängden uppgår till strax under en halv miljon invånare. 
Edinburgh ligger i sydöstra Skottland, på östkusten av Skottlands "Central Belt" (det tättbefolkade låglandet i syd-centrala Skottland), på sydstranden av Firth of Forth på Nordsjön och på grund av sin hårda placering och med sin väldiga samling av medeltida och georgiansk arkitektur med bland annat flera stenbostäder, är det en av de mest dramatiska städerna i Europa.
Edinburgh har varit huvudstad i Skottland sedan 1437 (då Scone ersattes) och är platsen för skotska parlamentet. Staden var en av de främsta under upplysningstiden, lett av University of Edinburgh, och har fått smeknamnet Athens of the North. Old Town- och New Towndistrikten i Edinburgh finns med på Unescos lista över världsarv. De båda sattes upp 1995. Det finns mer än 4 500 bevarade byggnader i staden.
Edinburgh är känd för den årliga Edinburghfestivalen, en samling officiella och självständiga festivaler som hålls årligen under omkring fyra veckor från början av augusti. Antalet besökare till festivalerna i Edinburgh är nästan lika många som de som bor i staden. De mest kända delarna under festivalerna är Edinburgh Festival Fringe (den största scenkonstfesti-valen i världen), Edinburgh International Festival, Edinburgh Military Tattoo och Edinburgh International Film Festival.
Andra anmärkningsvärda händelser är Hogmanays gatufest (31 december), Burns Night (25 januari), St. Andrew's Day (30 november) och Beltanefirandena (30 april). Staden är dessutom en av Europas främsta turistdestinationer med omkring 13 miljoner besökare varje år och är Storbritanniens andra största turistdestination, efter London. Många turister väljer att gå "The Royal Mile" i Old town (gatan har ett flertal pubar, restauranger och butiker) på väg upp till slottet Edinburgh Castle under festivalen i augusti för att sedan se och lyssna på föreställning av Edinburgh Military Tattoo. 
Den svenska runstenen U1173 står uppställd i parkområdet Princes Street Gardens, efter att 1787 skänkts av Alexander Seton.

## Etymologi

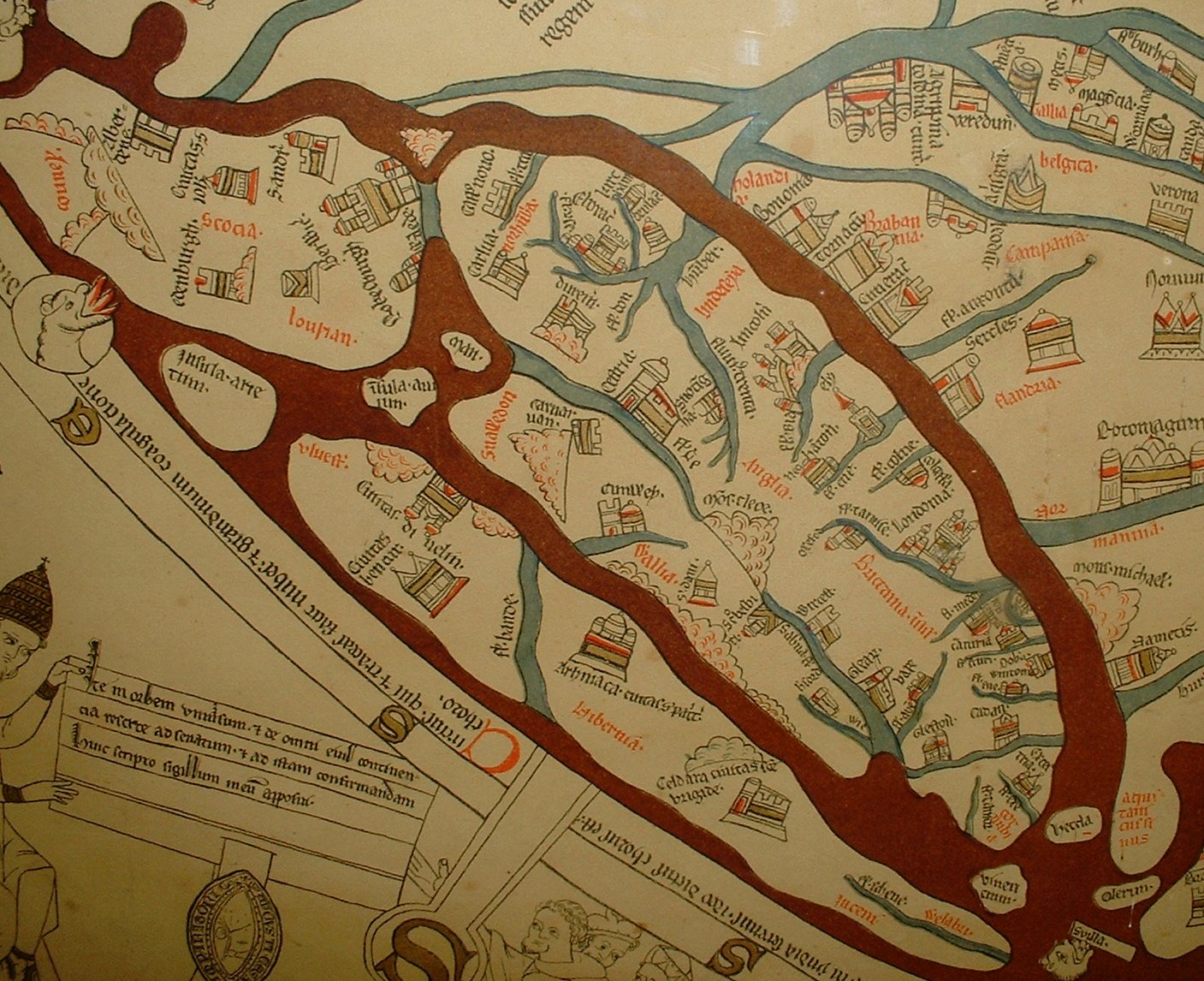
Detaljer på Hereford Mappa Mundi där Edinburgh tydligt finns utmärkt på kartan över de brittiska öarna. Kartan är från omkring 1300-talet.

Stadens engelska namns ursprung tros komma från det brythonska Din Eidyn (Eidyns slott) från den tid då den var Gododdins bergsslott. Från första århundradet sparade romarna Votadini som en brythonsk stam i området, och från 600 efter Kristus i dikten Y Gododdin används det brythonska namnet för att beskriva att krigare festar "i Eidins stora hall".
Det engelska namnet, Edinburgh, refereras till 600-talskungen Edwin of Northumbria. Från början kallades staden för Edin-burh. Efterledet Burgh betyder slott eller samlad grupp av byggnader, vilket är en brittisk variant för stad likt tyskans Burg, latinets parcus, eller grekiskans pyrgos. Burh är en enkel översättning av brythonska Din; Edin är oöversatt.

### Andra namn
Staden kallas ibland Auld Reekie (scots för Old Stinky eller Old Smoky), på grund av de öppna kloaker som finns i Old Town, vilket leder till starka odörer i staden, och eftersom byggnader värmdes upp med kol och vedeldning. Detta ledde till stora rökmoln i luften.
Några kallar Edinburgh för Nordens Aten, och Auld Greekie för dess historia. Topografin i Old Town i Edinburgh kan sägas ha en liknande roll som Atens Akropolis.

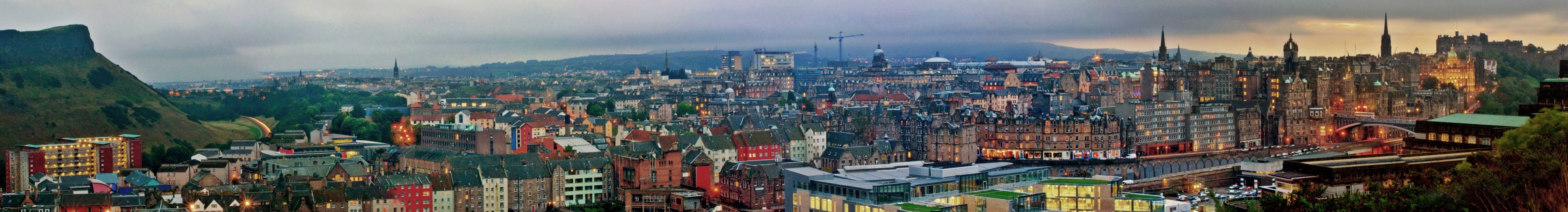
Panorama över Old Town och Southside från Nelsonmonumentet. Panorama myntades från början av den irländske konstnären Robert Barker för att beskriva hans panoramamålningar över Edinburgh.

Edinburgh är också känt under Dunedin, vilket kommer från det skotsk-gaeliska namnet Dùn Èideann. Dunedin i Nya Zeeland kallades från början New Edinburgh, och kallas fortfarande för "Söderns Edinburgh". De skotska poeterna Robert Burns och Robert Fergusson använde ibland stadens latinska namn, Edina. Ben Jonson beskrev staden som Britain's other eye, och Sir Walter Scott kallade staden för yon Empress of the North.

## Områden

### Centrala områden

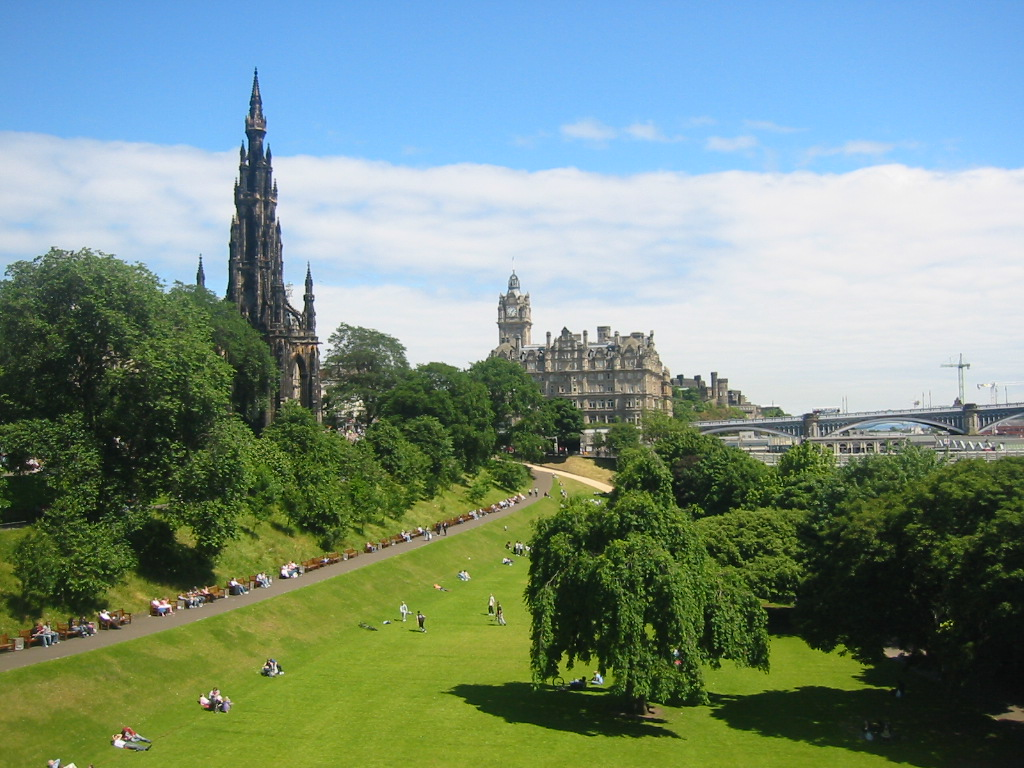
Vy åt nordöst över Princes Street Gardens.

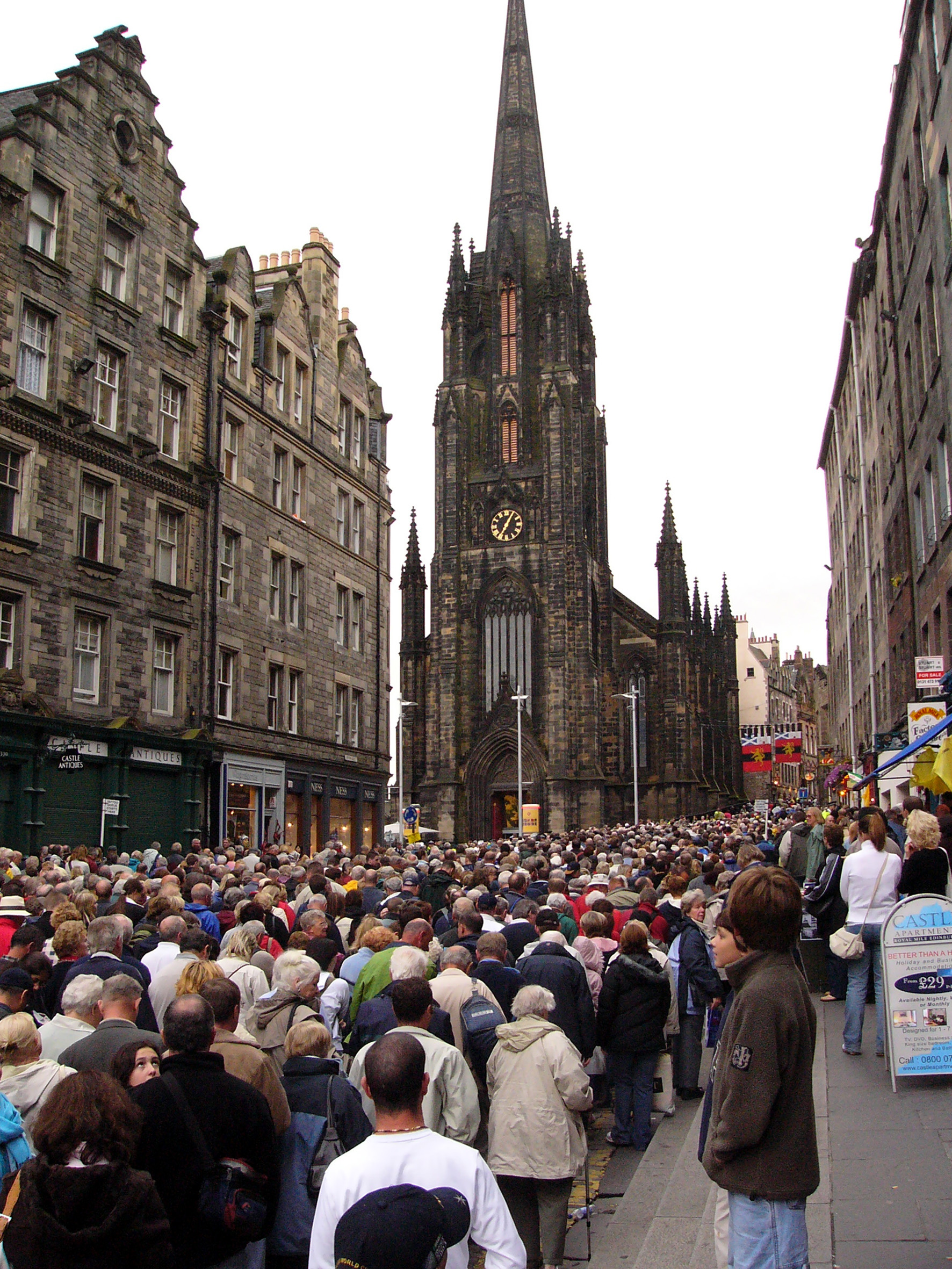
Royal Mile i Old Town under Edinburgh Festival.

Edinburghs historiska centrum delas i två delar av grönområdet Princes Street Gardens. I söder domineras vyn av Edinburgh Castle, beläget på toppen av en slocknad vulkan med Old Town längs sidan. I norr ligger Princes Street och New Town. Grönområdet upprättades 1816 på ett myrland som kom från Nor Loch.
I direkt anslutning till slottets västra del ligger finansdistriktet, samt försäkrings- och bankbyggnader. En av de mest kända byggnaderna i området är den runda sandstensbyggnaden Edinburgh International Conference Centre.

### Old Town
Old Town har bevarat sin medeltidsplan och flera reformationstidsbyggnader. En ände avslutas med slottet och från den platsen börjar huvudgatan Royal Mile samt flera mindre gator (kallade closes eller wynds) som går ner på varje sida längs bergväggen. Stora torg visar den stora handelsplats, eller de stora omgivande allmänna husen som St Giles' Cathedral och Law Courts. Andra anmärkningsvärda platser i området är Royal Museum of Scotland, Surgeons' Hall och McEwan Hall. Gatuupplägget är typiskt för äldre områden i städer i norra Europa, och där slottet ligger på ett klippigt berg, leder Royal Mile längs bergsryggen ner för berget.
Trots det begränsade utrymmet Old Town har på grund av "svansen" har Old Town några av de tidigaste högbyggda bostadshusen. Stora bostadshus kallade lands blev vanligare från 1500-talet och framåt med tio och elva våningar. Ett hus har även 14 våningar. Förutom flervåningshusen finns flera valv under gatorna där folk bodde. Dessa beboddes främst av irländska immigranter under den industriella revolutionen. Dessa källarutrymmen finns fortfarande bevarade och än idag kan Edinburgh kallas för en underjordisk stad.

### New Town
New Town var en nödlösning från 1700-talet som skulle lösa problemet med en kraftig befolkningsökning i Old Town. Staden hade fortsatt att vara mycket kompakt, med slottet i längst bort. En tävling hölls 1766, som gick ut på att designa New Town. Tävlingen vanns av James Craig, en 22-årig arkitekt. Staden som byggdes skapade ett stelt, bestämt rutnät, vilket passade bra med Upplysningstidens idéer. Huvudgata blev George Street, som följer den naturliga höjdsträckningen till norra Old Town. På de andra sidorna av New Town löper huvudstråken Princes Street och Queen Street. Princes Street har sedan dess blivit Edinburghs främsta shoppingstråk, med några georgianska byggnader som kvarstår. Länken mellan dessa huvudgator utgjordes av några mindre, vinkelräta gator. Vid de östra och västra ändarna ligger St. Andrew Square respektive Charlotte Square. Den sistnämnda ritades av Robert Adam och klassas ofta som ett av de finaste georgianska torgen i världen. Bute House, den officiella bostaden för Skottlands premiärminister, ligger på nordsidan av Charlotte Square.
Mellan Old och New Town låg en gång Nor' Loch som under den tiden var hela stadens vattenreservoar och en plats där man kunde dumpa kloakvatten. Under 1820-talet torkades denna ut. Några ritningar visar att en kanal skulle byggas, men Princes Street Gardens byggdes istället. Överflödig jord från bygget dumpades i sjön, något som idag har blivit The Mound. Under mitten av 1800-talet byggdes Scottish National Gallery och Royal Scottish Academy Building på The Mound, och tunnlar från Waverley Station byggdes genom den.
New Town blev så lyckat att det byggdes ut flera gånger. Det strikta rutnätet behölls inte, utan staden kom att följa en mindre strikt layout. Idag anses New Town vara ett av de bästa exemplen på en stadsplanering i georgiansk stil.

### Sydsidan

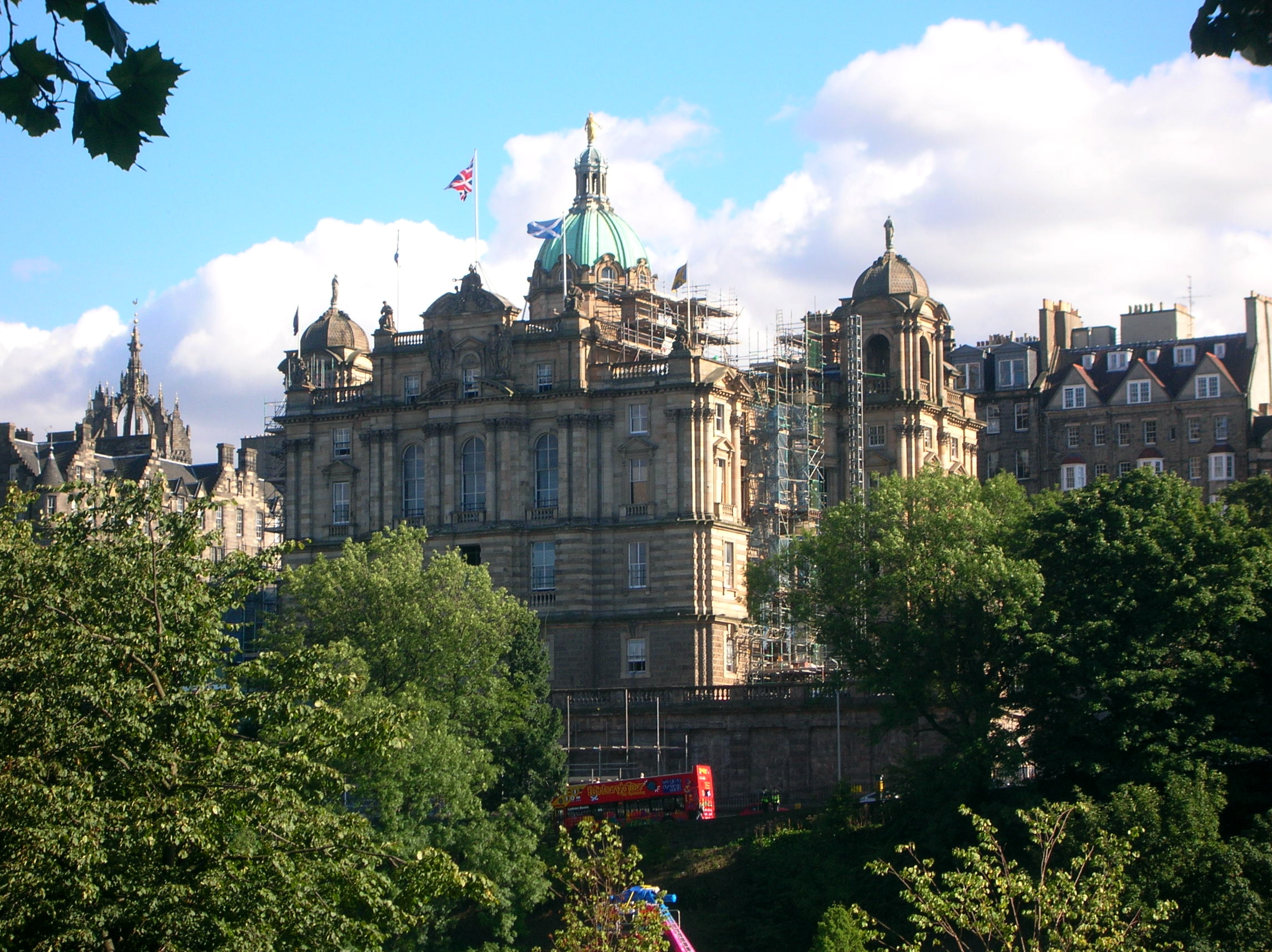
The Mound, Edinburgh.

Ett populärt bostadsområde i staden är sydsidan, innehållande flera områden som Saint Leonards, Marchmont, Haymarket, Newington, Sciennes, The Grange, Bruntsfield, Morningside och Merchinston. Sydsidan är också det område som täcks av Burgh Muir och ökade i popularitet som bostadsområde då South Bridge öppnade. Dessa områden är främst bebodda av barnfamiljer (med flera finare statliga skolor och privatskolor i området), studenter (University of Edinburghs centrala campus ligger runt George Street strax norr om Marchmont och the Meadows, Napier University har flera stora campus runt Merchinston och Morningside). Områdena är också populära i fiktiva verk: Ian Rankins "Inspector Rebus" bor i Marchmont och arbetade vid St Leonards; och Morningside är hem till Muriel Sparks Miss Jean Brodie. Idag finns den litterära kopplingen kvar, då bland annat J.K. Rowling, Ian Rankin och Alexander McCall Smith alla bott i något av områdena.

### Leith
Leith är Edinburghs hamnområde. Den har kvar sin unika identitet från Edinburgh, och var tidigare en egen stad fram tills Edinburghområdet och Leith slogs ihop på 1920-talet. Än idag kallas det parlamentariska sätet för "Edinburgh North and Leith". Med Leith har Edinburghs turism ökat kraftigt då kryssningsfartyg avgår bland annat till Sverige, Norge, Danmark, Tyskland och Nederländerna. Leith är också bas för Royal Yacht Britannia vid Ocean Terminal samt hem för fotbollsklubben Hibernian FC.

## Utsiktsplatser

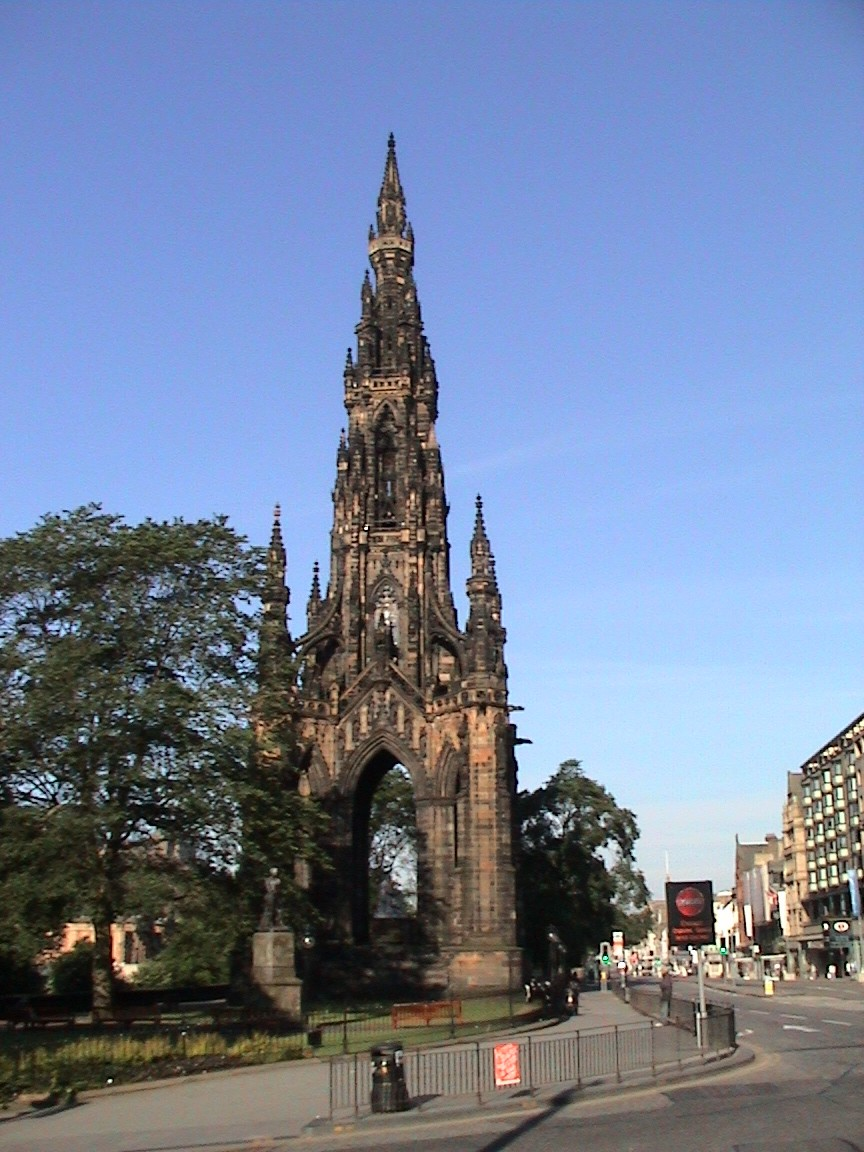
Scottmonumentet.

Den varierande och kuperade terrängen i staden inkluderar flera platser som ger bra utsikt över staden och dess närliggande terräng, vilket man bland annat kan se då man besöker slottet Edinburgh Castle.
I sydöstra centrum ligger Arthur's Seat, med utsikt över Holyroodhouse och Old Town bredvid. Klippan är uppbyggd efter utbrott från vulkanen staden byggdes på. Sluttningarna på vulkanen gör att detta är den högsta punkten på flera kilometers avstånd. Arthur's Seat är idag en del av Holyrood Park, från början ägt av monarken och en del av grunderna till Palace of Holyroodhouse. Den innehåller Storbritanniens största samling av geologiska SSSI:er, samtidigt som den ger Edinburghs turister och invånare spektakulära vyer av och från Arthur's Seat.
I nordöst, med vy mot New Town, ligger Calton Hill. Den toppas av byggnader och monument: två observatorier, Nelson's Monument (ett torn dedicerat till amiral Horatio Nelson), den gamla Royal High School, och det ofärdiga nationalmonumentet (National Monument of Scotland), vilket är en modell på Parthenon från det atenska Akropolis och kallas "Edinburgh's Disgrace". Stadens smeknamn, "Nordens Athen", härstammar delvis från detta monument. Calton Hill är värdplats för Beltane Fire Festival som firas 30 april varje år. Royal Observatory ligger vid Blackford Hill är den tredje och sydligaste utsiktsplatsen i staden. Här finns också David Humes mausoleum.

## Geografi

### Klimat
Som övriga Skottland har Edinburgh ett tempererat maritimt klimat, som är relativt milt, trots dess nordliga latitud. Vintrarna är betydligt mildare än i till exempel Moskva och Labrador i Newfoundland och Labrador, trots att de ligger på samma latitud. Dagstemperaturerna sjunker sällan under 0 °C. Sommartemperaturerna är normalt medelmåttiga med upp mot 28 °C. Stadens närhet till havet mildrar de extrema klimatförändringarna som annars kunnat ske. Edinburgh ligger mellan kusten och bergiga områden, vilket gör den till en blåsig stad, med kraftigare vinddrag från sydväst, vilket tar med sig varm, ostadig luft från Golfströmmen, som kan föra med sig en del regn. Trots närheten till Golfströmmen regnar det inte lika mycket här som i de västra delarna av Skottland, som till exempel i Glasgow. Edinburgh har mindre regn per år än flera städer i Storbritannien i sydöst, och över 100 millimeter mindre regn än Dublin. Vindar från en östlig riktning är oftast torrare, men kallare. Regnet är jämnt fördelat under året, men de europeiska stormarna kan slå till mot staden mellan oktober och mars.
| Medel / Månad                            | Medel     | Jan  | Feb  | Mar  | Apr  | Maj  | Jun  | Jul  | Aug  | Sep  | Okt  | Nov  | Dec  |
| ---------------------------------------- | --------- | ---- | ---- | ---- | ---- | ---- | ---- | ---- | ---- | ---- | ---- | ---- | ---- |
| Högsta temperatur (°C)                   | 12,1      | 6,2  | 6,5  | 8,7  | 11,1 | 14,2 | 17,3 | 18,8 | 18,5 | 16,2 | 13,2 | 8,7  | 6,9  |
| Lägsta temperatur (°C)                   | 4,8       | 0,3  | 0,0  | 1,5  | 3,1  | 5,7  | 8,7  | 10,3 | 10,2 | 8,4  | 5,9  | 2,1  | 0,9  |
| Nederbörd i millimeter                   | år: 668   | 57   | 42   | 51   | 41   | 51   | 51   | 57   | 65   | 67   | 65   | 63   | 58   |
| Antal regndagar                          | år: 182,8 | 17,2 | 13,6 | 16,2 | 14,0 | 14,4 | 13,3 | 13,1 | 15,2 | 16,5 | 16,7 | 16,3 | 16,3 |
| Källa: World Meteorological Organization |           |      |      |      |      |      |      |      |      |      |      |      |      |

### Geologi
Omkring 350 till 400 miljoner år sedan, kyldes härdan av flera vulkaniska utbrott ner och bildade basaltvulkaniska klippor. Senare, under istiden flyttades glaciärer från väst till öst och eroderade området till det område där staden idag ligger.

#### Old Town
Castle Rock är en av dessa klippor, som vilken under istider skyddade den mjukare bergarten till öst och formade den milslånga svansen av material till öst. Denna struktur, samt ravinen i söder och en träskig dal i norr, bildade en naturlig borg och vid senare utgrävningar har man där hittat material daterade till senare bronsåldern, runt 850 f.Kr.
Under de senaste hundra åren intogs området av sin geologiska karaktär, något som idag kallas Old Town. Edinburgh Castle står på klippan och Royal Mile följer den avsmalnande toppen av den stupsidade svansen, som faller från slottet för att nå grundnivån vid Holyrood Palace. Grassmarket och Cowgate löper från öst till väst genom ravinen i söder, medan Nor Lochs träskområde nu torkats för att bilda Princes Street Gardens, och förenar Edinburgh Waverley järnvägsstation.

#### Arthur's Seat
Likt slottklippan där Edinburgh Castle byggts, bildades Arthur's Seat av ett slocknat vulkansystem från karbontiden, vilket eroderades av en glaciär som flyttade från väst till öst under kvartärtiden, vilket exponerade klippor i väst och efterlämnade sig en svans av material svept till öst. På detta sättet bildades Salisbury Crags och skapade klippor mellan Arthur's Seat och stadens centrum.

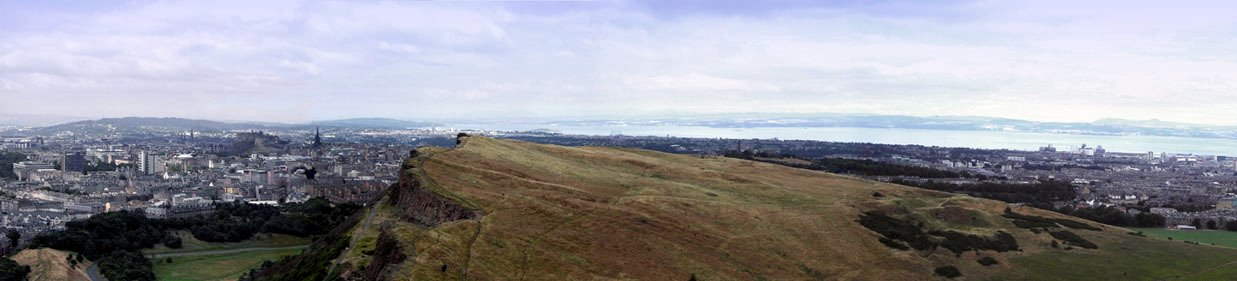
Panoramavy över Edinburgh från toppen av Arthur's Seat.

## Demografi

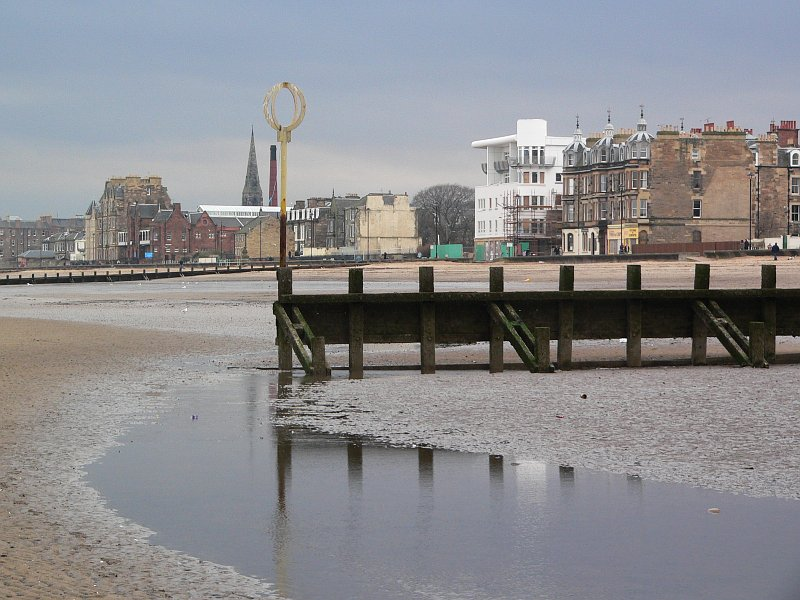
Portobello Beach.

Edinburghs centralort täcker en yta av 115,33 km², och hade 464 990 invånare år 2012. Hela tätortsområdet, Settlement of Edinburgh, omfattar även orten Musselburgh i East Lothian och hade vid samma tidpunkt 488 610 invånare på en yta av 122,97 km².
Många i närregionen arbetar och studerar i Edinburgh, vilket gör att dagbefolkningen är cirka 14 procent högre än den bofasta befolkningen. Vid folkräkningen 2001 var den bofasta befolkningen i Edinburghs tätortsområde 452 193 invånare, medan folkmängden under dagtid låg på totalt 515 414 invånare.
Enligt General Register Office for Scotland hade kommunen City of Edinburgh, vilken omfattar Edinburghs centralort samt viss del landsbygd, 487 500 invånare år 2013. Den nationella folkräkningen 2001 visade en siffra på 448 624 invånare, vilket gjorde staden till den sjunde största i Storbritannien. Siffrorna från 2013 visade också att invånarna var fördelade på 237 487 män och 250 013 kvinnor.
Trots att Edinburghs befolkning åldras har stadens många studenter fått siffran att sjunka. Studenter från hela världen söker till något av Edinburghs alla universitet, och idag räknas det att runt 100 000 studenter studerar på alla Edinburghs högre utbildningsväsen.
I Edinburghs storstadsregion bor omkring 1,25 miljoner invånare, vilket förväntas växa till 1,33 miljoner till 2020. City of Edinburgh Council hoppas att siffran växer ytterligare till 1,5 miljoner invånare till 2040.
| År                                            | 1755   | 1791   | 1811   | 1831    | 1851    | 1871    | 1891    | 1911    | 1931    | 1951    | 1971    | 1991    | 2001    | 2005    |
| --------------------------------------------- | ------ | ------ | ------ | ------- | ------- | ------- | ------- | ------- | ------- | ------- | ------- | ------- | ------- | ------- |
| Invånare                                      | 57 195 | 81 865 | 82 624 | 136 054 | 160 511 | 196 979 | 261 225 | 320 318 | 439 010 | 466 761 | 453 575 | 418 914 | 448 624 | 457 830 |
| Källa:City of Edinburgh Council och Edinphoto |        |        |        |         |         |         |         |         |         |         |         |         |         |         |

## Kultur

### Festivaler
Kulturellt är Edinburgh främst känd för Edinburgh Festival, trots att det egentligen är en serie av separata evenemang som löper från slutet av juli till början av september varje år. Den äldsta festivalen är Edinburgh International Festival som första gången hölls 1947. Den internationella festivalen koncentrerar sig på teaterproduktioner och klassiska musikframträdanden, med bland annat internationella regissörer och teaterbolag.
International Festival har under senare år minskat i både storlek och popularitet då Edinburgh Fringe startade. Edinburgh Fringe började som ett program med akter som har blivit en av världens största konstfestivaler i världen, med 1867 olika shower under 2006 på totalt 261 arenor. Komedi är idag det största inom Fringe-festivalen, med flera kända komiker.
Vid sidan av de stora festivalerna finns också Edinburgh Art Festival, Edinburgh International Film Festival, Edinburgh Jazz and Blues Festival, samt Edinburgh International Book Festival. "T on the Fringe", ett populärt musikevenemang under Fringe-festivalen, startade 2000, vilket ersatte de mindre Flux och Planet Pop-serierna. Tigerfest är en independentmusikfestival som gick samtidigt som Fringe 2004 och 2005, men flyttade till maj månad 2006.
Samtidigt som de stora sommarfestivalerna ockuperar den internationellt kända Edinburgh Military Tattoo på den öppna platsen framför Edinburgh Castle varje kväll, med orkestrar, föreställningar och som avslutas med fyrverkerier.
Edinburgh International Science Festival hålls varje år i april och är en av de populäraste forskningsfestivalerna i världen med flera erkända forskare och Nobelpristagare på plats i staden.

### Firanden

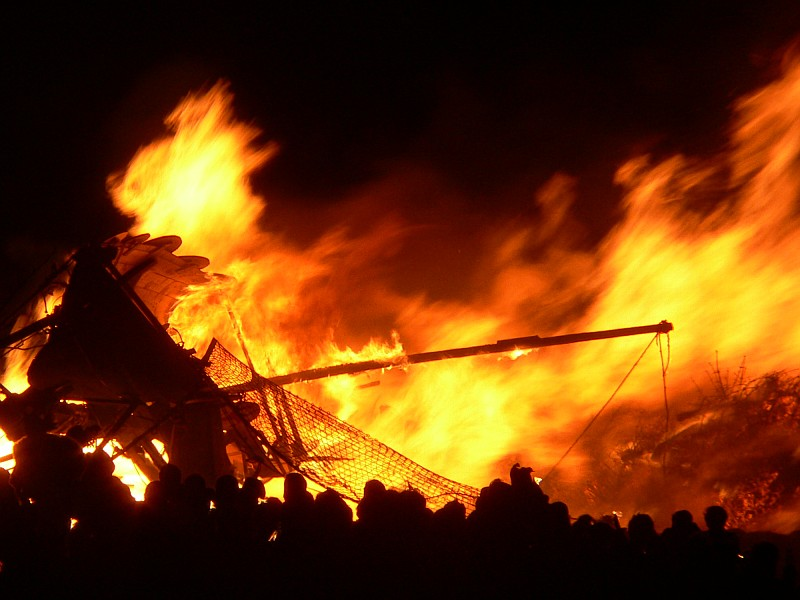
Ett vikingaskepp under Edinburghs Beltane-festival.

Särskilt känd är det årliga Hogmanayfirandet. Från början var händelsen endast en gatufest på Princes Street och Royal Mile, men har sedan 1993 varit officiellt organiserad. Över 300 000 personer besökte festligheterna 1996, vilket ledde till att biljetter infördes och begränsades till 100 000 biljetter. Hogmanay täcker idag fyra dagar av framträdanden, konserter och fyrverkerier, och evenemanget attraherar flera tusen personer. Kvällen den 30 april hålls Beltane Fire Festival på Edinburghs Calton Hill.

### Museer och bibliotek
Edinburgh har flera museer och bibliotek, främst de som hör till de nationella institutionerna. De främsta museerna är Scottish National Gallery, Museum of Scotland, Royal Museum, National Library of Scotland, National War Museum of Scotland, Museum of Edinburgh, Museum of Childhood och Royal Society of Edinburgh.

### Visuell konst

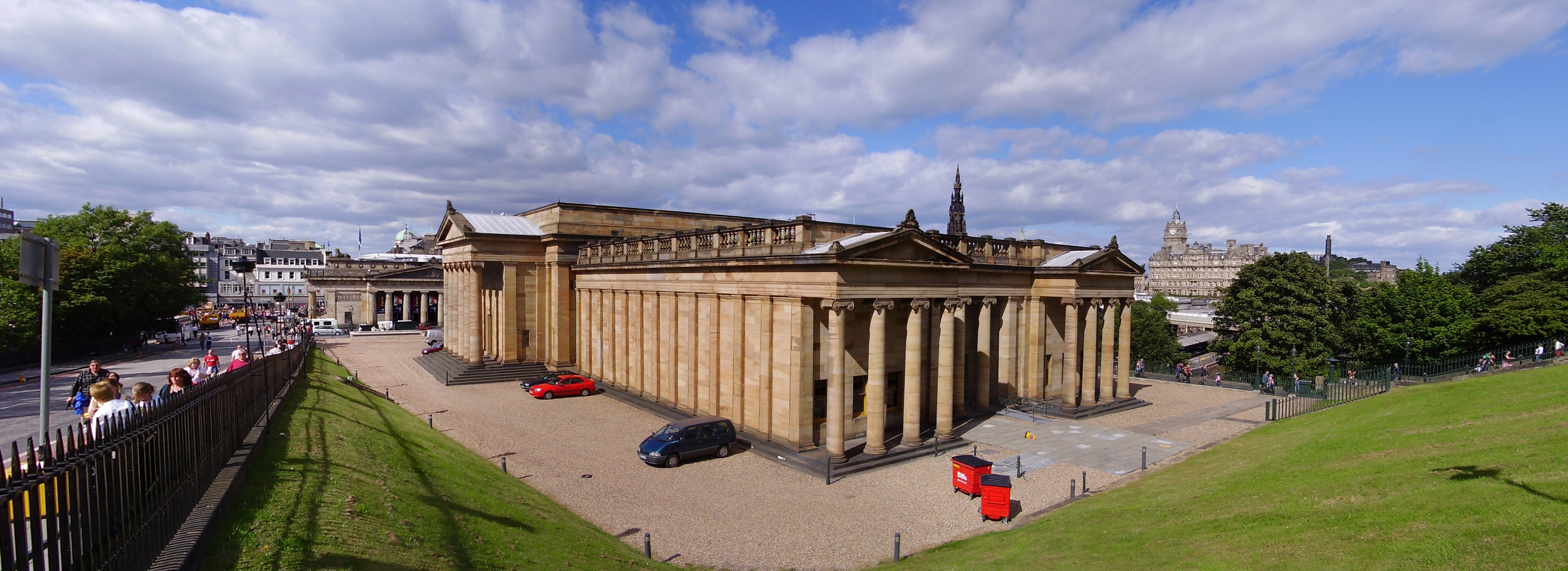
Scottish National Gallery.

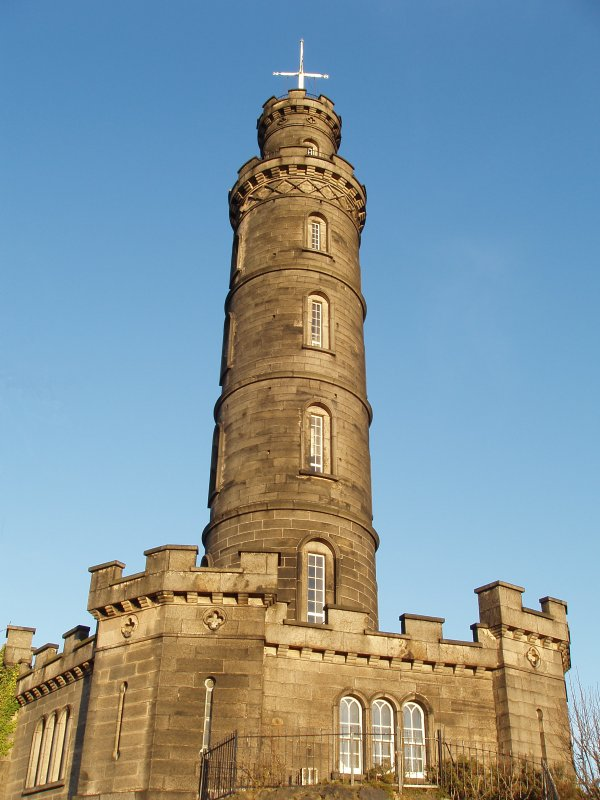
Nelson's Monument på toppen av Calton Hill.

### Övriga sporter

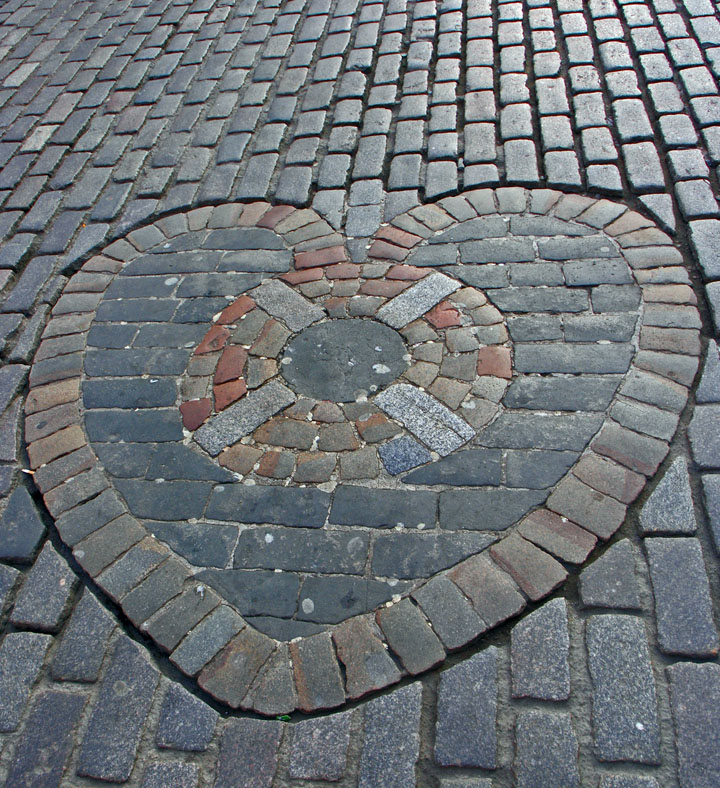
Heart of Midlothian.

## Ekonomi

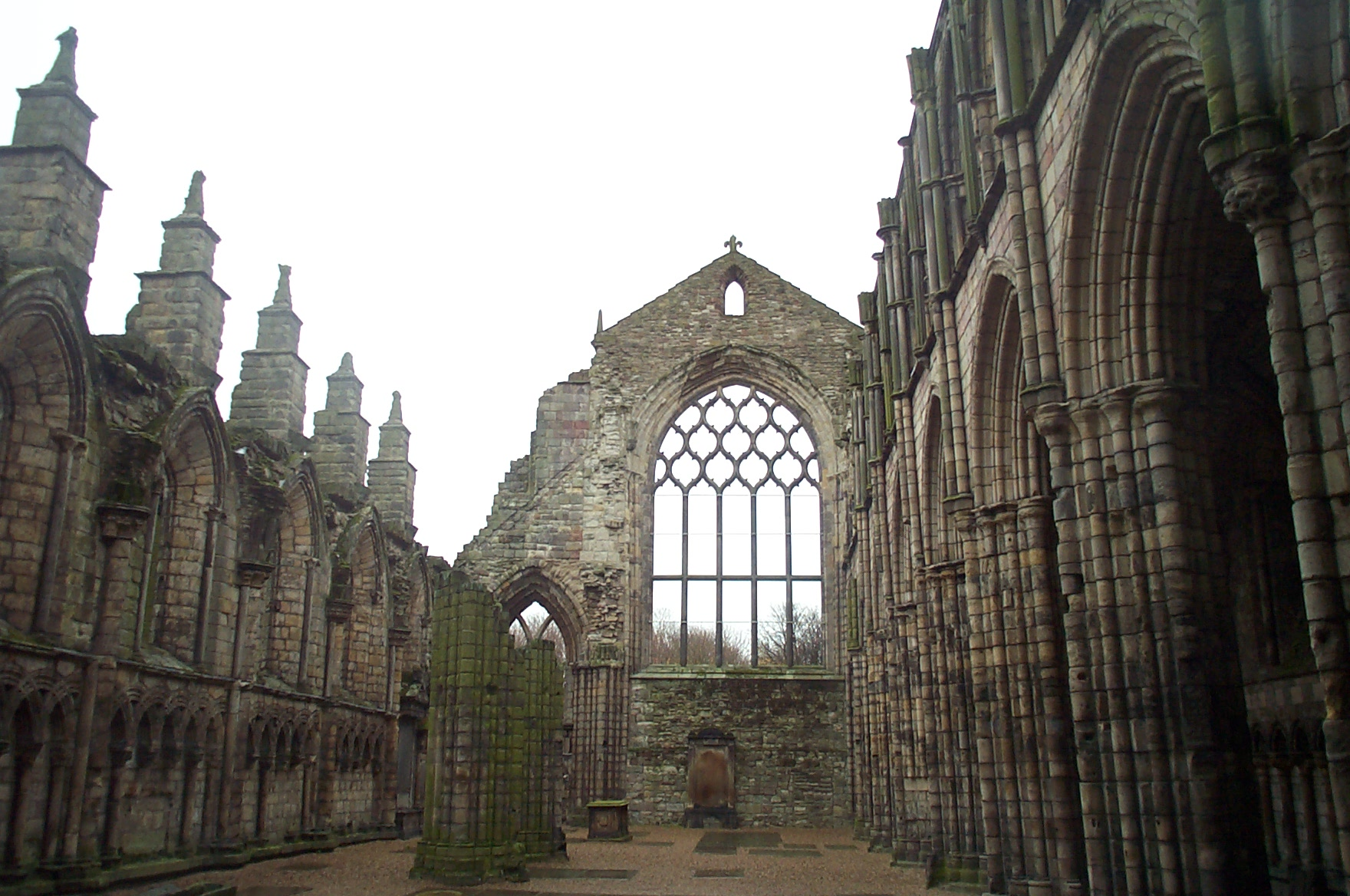
Det återstående av Holyrood Abbey.

### Skotska parlamentet

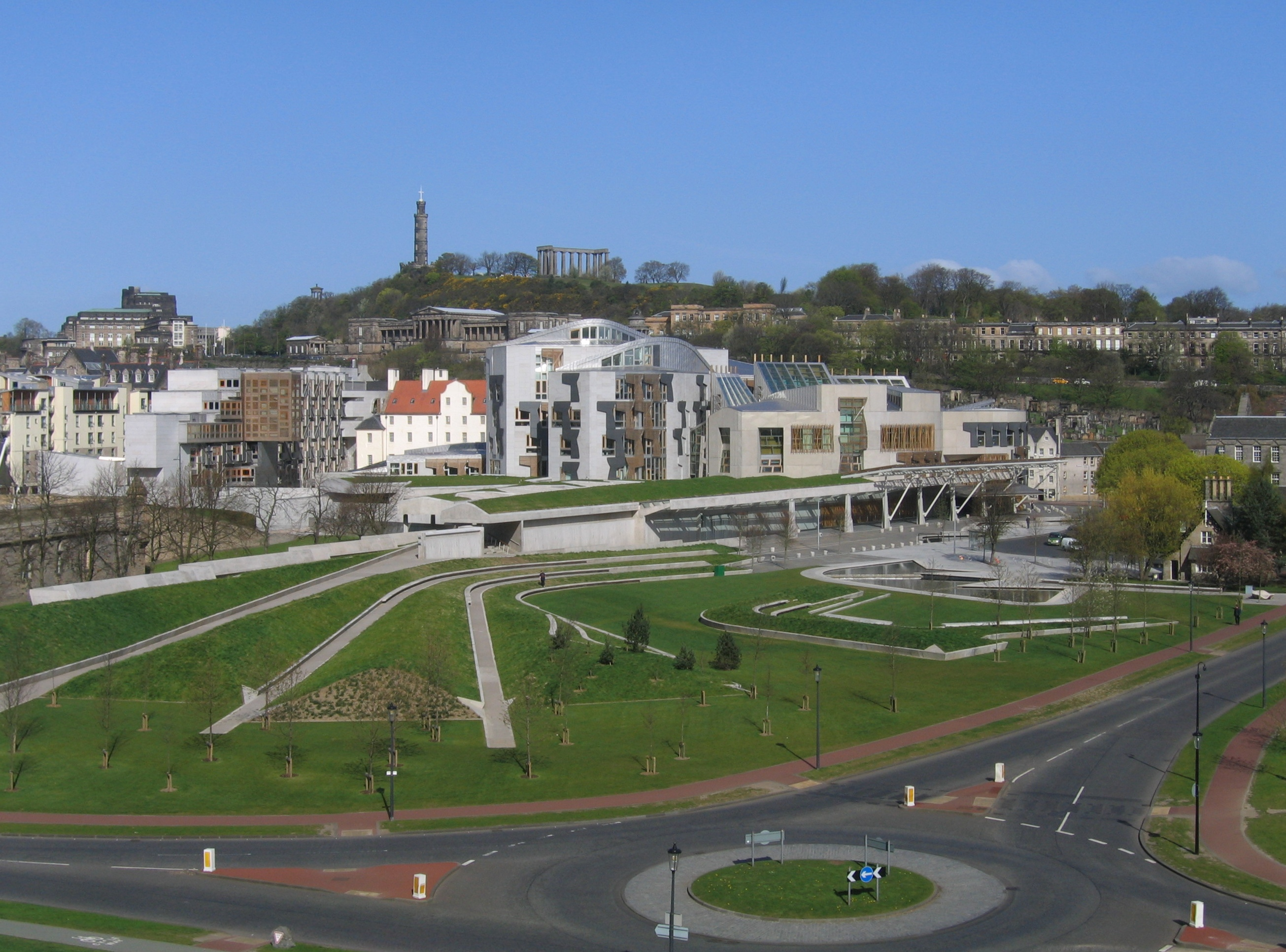
Det nya Skotska parlamentet öppnade i oktober 2004.

## Transport

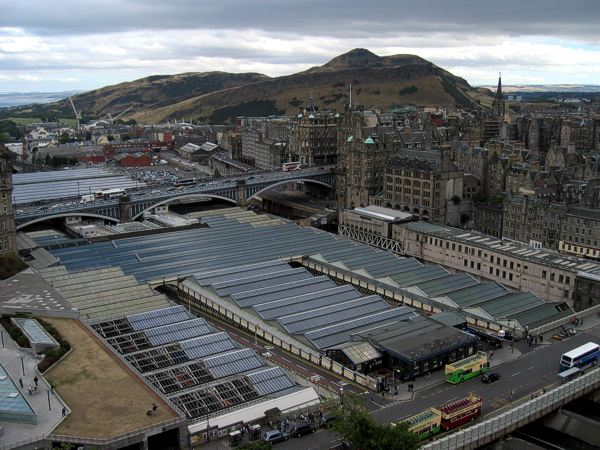
Waverley Station (sedd från Scott Monument), ligger i ravinen mellan Gamla och Nya staden i den nu torkade Nor Loch.

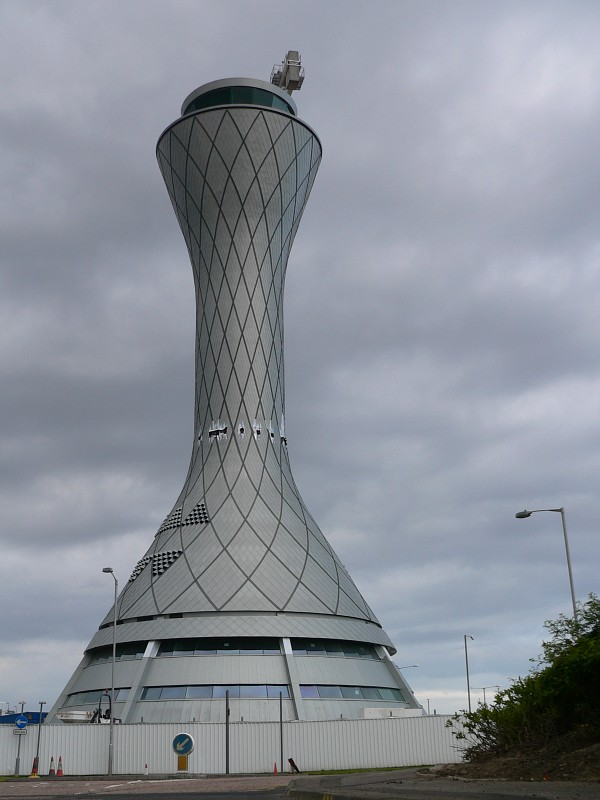
Edinburgh Airports kontrolltorn.

### Flyg

Panoramavy med Forth Road Bridge till vänster och Forth Rail Bridge till höger.

### Universitet och högskolor

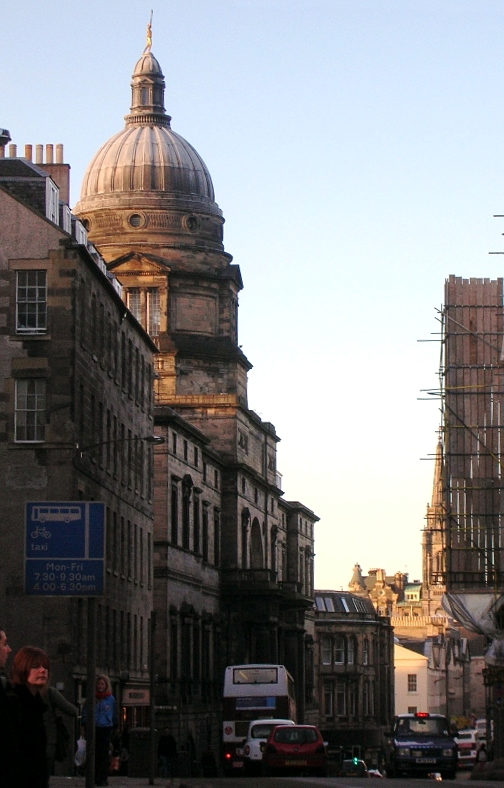
University of Edinburgh.

## Religion

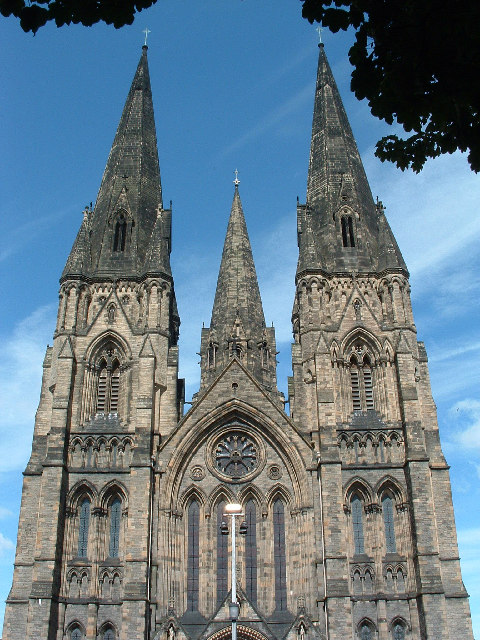
De tre spirorna på St Mary's Cathedral.

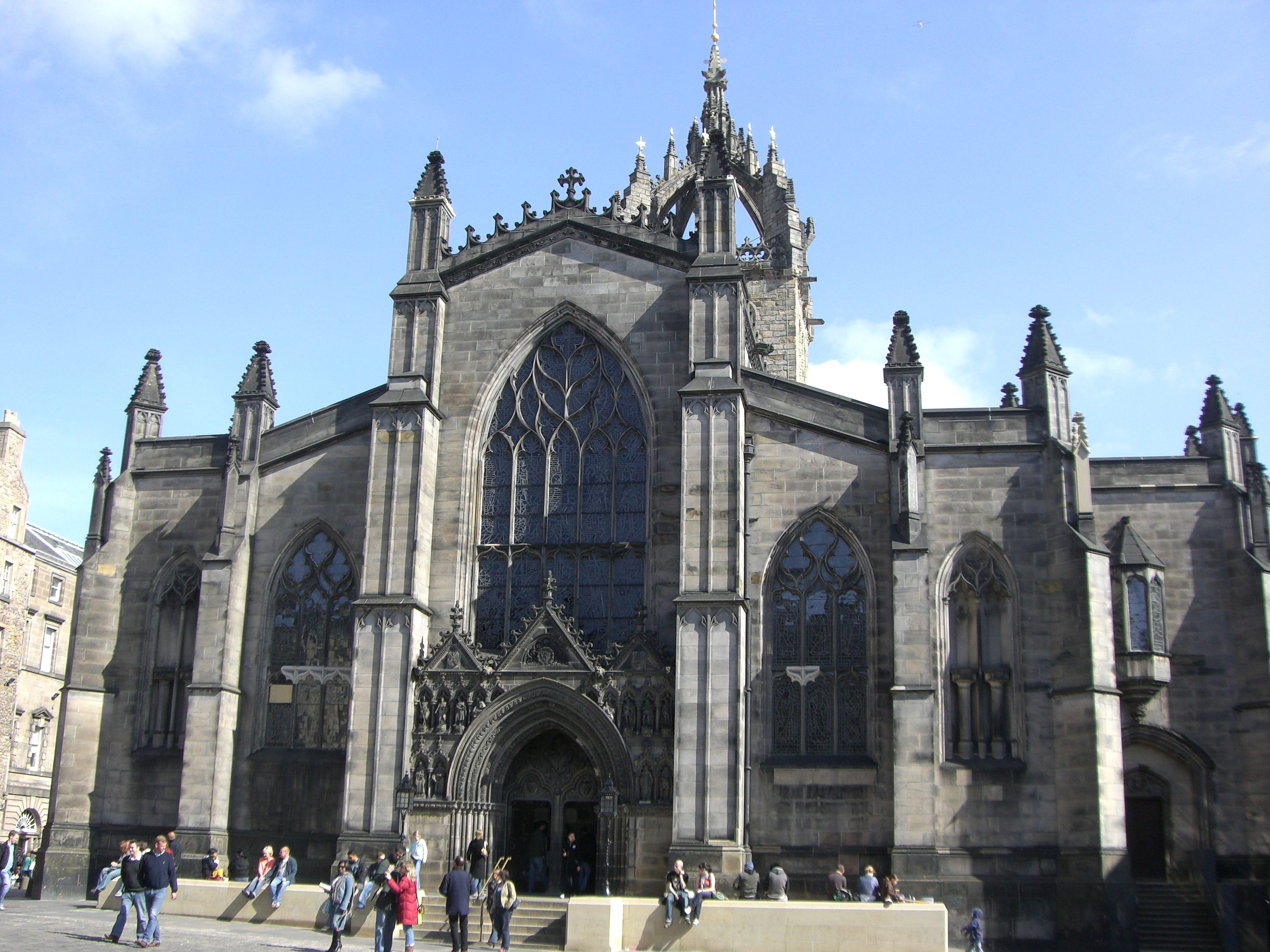
St Giles' Cathedral.

## Kända invånare

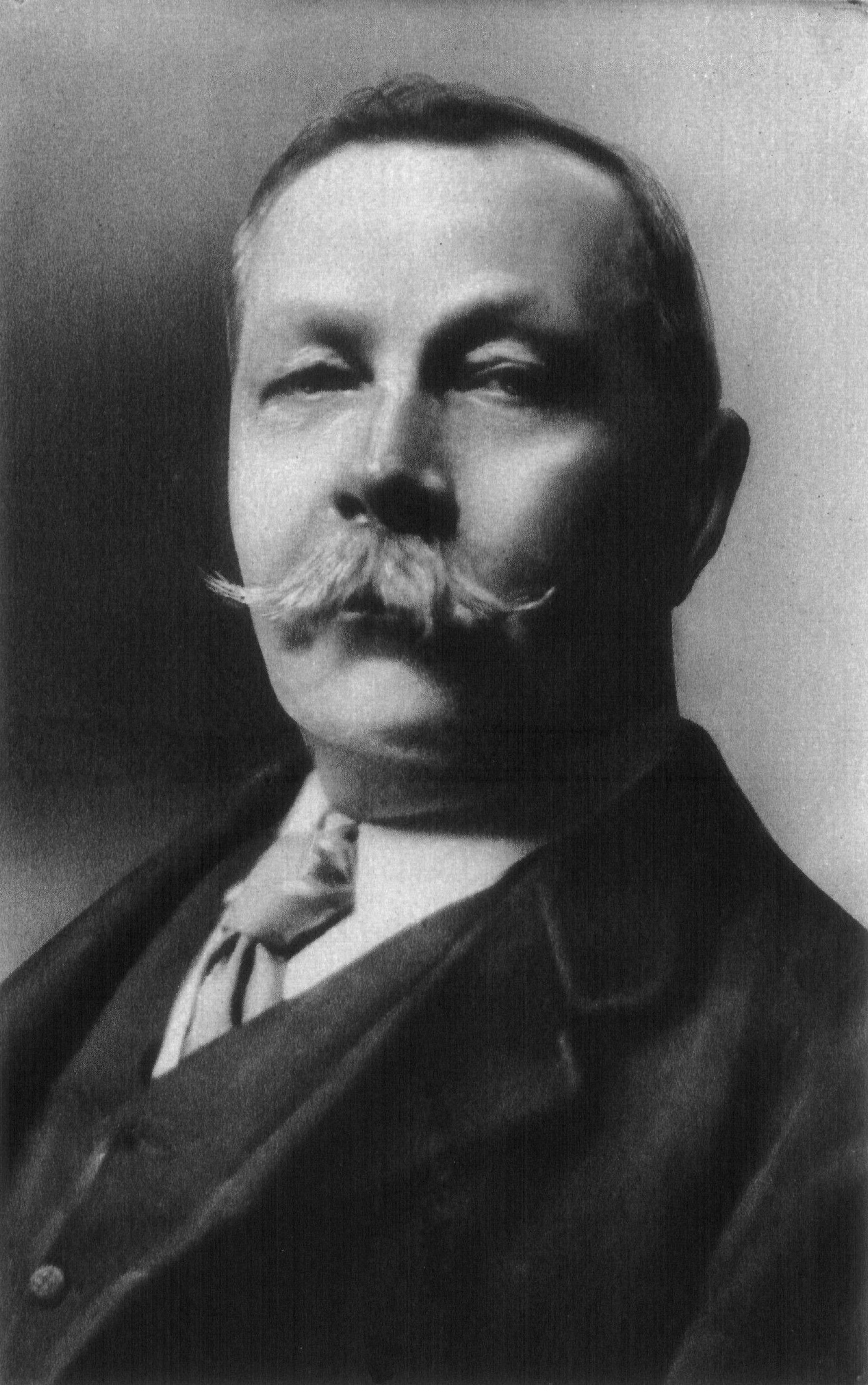
Arthur Conan Doyle är en av Edinburghs mest kända invånare.